# Hậu mãi
Thuật ngữ hậu mãi (nghĩa đen sau bán), chính sách hậu mãi hay dịch vụ hậu mãi được hiểu như là những hoạt động sau khi bán hàng, là một loại hành vi cung cấp dịch vụ và là một khâu không thể thiếu trong quy trình Marketing của nhà sản xuất hay cung ứng dịch vụ. Hậu mãi và hậu mãi tốt là thể hiện sinh động của quan niệm marketing hiện đại: "không chỉ quan tâm đến giao dịch mà phải quan tâm đến quan hệ với khách hàng" và "giữ khách hàng cũ còn quan trọng hơn có khách hàng mới"

## Nội dung của dịch vụ hậu mãi
Dịch vụ hậu mãi thường bao gồm việc hướng dẫn sử dụng, kiểm tra miễn phí sản phẩm, bảo dưỡng định kỳ, duy tu, sửa chữa, tặng miễn phí cho khách hàng những vật tư, linh kiện, vật liệu liên quan đến sản phẩm và các phục vụ miễn phí khác.

## Hệ thống hậu mãi
Trong mỗi doanh nghiệp thường có một bộ phận hay cả một trung tâm hậu mãi là cần thiết. Trung tâm này có các nhân viên chuyên trách nhằm cung cấp các dịch vụ hậu mãi tốt nhất. Đó có thể là nhân viên kỹ thuật chuyên sửa chữa, bảo hành, bảo trì sản phẩm. Nhưng có những nhân viên chỉ chuyên về hướng dẫn sử dụng, tiếp xúc khách hàng.
Mỗi công ty có một cách tổ chức hệ thống hậu mãi khác nhau. Dưới đây là một số mô hình chủ yếu:

### Hệ thống hậu mãi chính hãng
Do công ty tự tổ chức với toàn bộ chi phí, vốn đầu tư và nhân viên của hãng. Cách làm này thường đảm bảo chất lượng cao nhất song chi phí rất lớn.
Chi phí lớn chính là rào cản khiến công ty khó lòng mở rộng hệ thống được.

### Hệ thống kết hợp với các công ty thương mại, kỹ thuật
Cách làm này công ty chi phí một phần vốn đầu tư với các điều kiện nghặt nghèo như địa điểm, thiết bị cần có, thiết kế của cửa hiệu, huấn luyện nhân viên, tính độc quyền trong cung ứng dịch vụ cho hãng.
Tuy nhiên, do chi phí ít hơn nên khả năng mở rộng cũng nhiều hơn.

### Hệ thống ủy quyền
Công ty tiến hành ủy quyền cho các công ty thương mại, kỹ thuật được tuyển chọn, thậm chí các cửa hàng được làm các dịch vụ hậu mãi. Công ty chỉ tiến hành việc thiết kế các hệ thống tối thiểu và huấn luyện cho nhận viên của bên được ủy quyền.
Cách làm này chỉ hiệu quả với các sản phẩm đơn giản. Khách hàng không tin tưởng lắm với cách làm này và trên thực tế việc kiểm soát các cơ sở được ủy quyền làm đúng quy định của hãng là rất khó khăn.

### Đội cơ động hậu mãi
Là hình thức được nhiều hãng áp dụng nhằm làm khách hàng hài lòng tối đa và ứng cứu các trường hợp khó khăn. BMW và Mercedes có những xe chuyên dụng để đi đến điểm có xe hỏng sửa chữa cho khách hàng thay vì việc họ phải kéo về gara của hãng.

## Hiệu quả của hậu mãi
Hậu mãi đòi hỏi đầu tư khá nhiều tiền và công sức song những gì hệ thống đem lại là rất tốt với khách hàng.
Trên thực tế có nhiều sản phẩm điện tử của Hàn Quốc không nổi trội về chất lượng và công nghệ so với sản phẩm của Trung Quốc song lại được chọn mua do có hệ thống hậu mãi mạnh và tốt.